# Réserve naturelle régionale des tourbières du bief du Nanchez
La réserve naturelle régionale des tourbières du bief du Nanchez (RNR332) est une réserve naturelle régionale située en Bourgogne-Franche-Comté. Classée en 2021, elle occupe une surface de 48,81 hectares et protège un ensemble de milieux humides, forestiers et agro-pastoraux dans la région du Grandvaux.

## Localisation

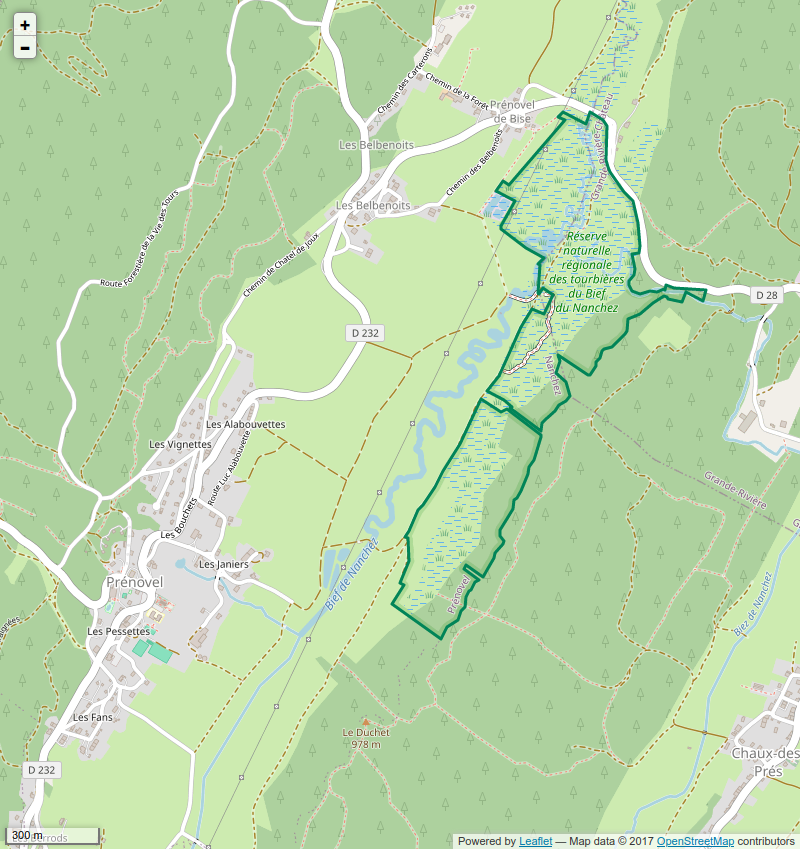
Périmètre de la réserve naturelle.

Le territoire de la réserve naturelle est dans le département du Jura, sur les communes de Grande-Rivière Château et Nanchez. Il occupe la partie nord du versant sud de la combe du Bief du Nanchez à une altitude d'environ 900 m. La combe est orientée nord-sud, à l’étage montagnard supérieur. Elle se situe sur le rebord occidental du second plateau du Jura.

## Histoire du site et de la réserve
En 1992, le site a fait l'objet d'un classement en réserve naturelle volontaire sur 28 hectares initié par l'ancienne commune de Prénovel. La gestion était assurée par le Parc naturel régional du Haut-Jura. Le classement a permis d'initier les premiers inventaires naturalistes et de créer un sentier d'interprétation.
En 1999, le ruisseau fait l'objet de travaux de restauration écologique pour réactiver une partie des anciens méandres et végétaliser ses berges.
En 2004, le site « Combe du Nanchez » de 470 ha rejoint le réseau des sites Natura 2000. 
En 2016, le programme LIFE « Tourbières du massif jurassien », permet de poursuivre les travaux de réhabilitation hydraulique et de rénover le platelage existant les panneaux d’interprétation.
En décembre 2020, 98 % des parcelles classées sont en maîtrise foncière communale.

## Écologie (biodiversité, intérêt écopaysager…)
Le site comprend une grande diversité de milieux : ruisseaux du Nanchez et du Trémontagne, prairies et pelouses sèches, mégaphorbiaies, tourbières et autres zones humides, ainsi qu’un versant boisé dominant l’ensemble à l'est. Les habitats humides constituent l’intérêt principal avec le développement important de tourbières matures et peu perturbées. Ces milieux accueillent de nombreuses espèces (environ 400 sont connues aujourd’hui).

### Climat
Le climat est à tendance continentale montagnard caractérisé par une forte pluviométrie, des hivers rigoureux et un ensoleillement médiocre. La température moyenne annuelle est d'environ 7 °C.

### Géologie
Les deux anticlinaux encadrant la combe correspondent à des formations du Jurassique. Pour l'anticlinal ouest, Bajocien, Bathonien, Callovien. Pour l'anticlinal est, Rauracien, Argovien et Séquanien. Le fond de la combe est occupé par des alluvions et dépôts glaciaires du Quaternaire. 

### Hydrologie
Le Bief du Nanchez prend sa source à quelques kilomètres au sud du site. Il s'écoule dans la combe vers le nord pour rejoindre le Bief de Trémontagne. A ce moment, il bifurque vers l'est dans une cluse pour se perdre dans un réseau de dolines. Le ruisseau a fait l'objet dans les années 70-80 de travaux de rectification qui ont eu un impact négatif sur les milieux. Les reméandrements ultérieurs ont permis d'améliorer la situation.
A noter que le ruisseau est séparé du site par une petite crête marno-calcaire qui l'isole partiellement du système des tourbières. 

### Flore
La flore compte parmi les espèces remarquables l'Andromède à feuilles de polium, l'Œillet superbe, la Drosera à feuilles rondes, le Liparis de Loesel, la Laîche des bourbiers et l'Hypne brillante. On y trouve également la Fritillaire pintade, la Grassette commune et la Laîche dioïque.

### Faune
Parmi les espèces animales fréquentant le site, on peut citer pour les oiseaux le Bruant des roseaux, le Milan royal ou la Pie-grièche écorcheur. Pour les insectes, on note le Solitaire, le Nacré de la canneberge, le Cuivré de la bistorte et les Leucorrhines douteuse et à gros thorax.

## Intérêt touristique et pédagogique
Un sentier sur platelage a été aménagé en 1994 pour éviter le piétinement important des tourbières généré par les touristes et les nombreuses classes vertes. Il est bordé de panneaux d'interprétation qui permettent une découverte du site.

## Administration, plan de gestion, règlement

### Outils et statut juridique
La réserve naturelle a été créée par une délibération du Conseil régional du 17 décembre 2021. Son gestionnaire est le Parc naturel régional du Haut-Jura.
Le site fait partie de la ZNIEFF de type 1 n°430002238 « "Tourbière, lac et marais de Prénovel »

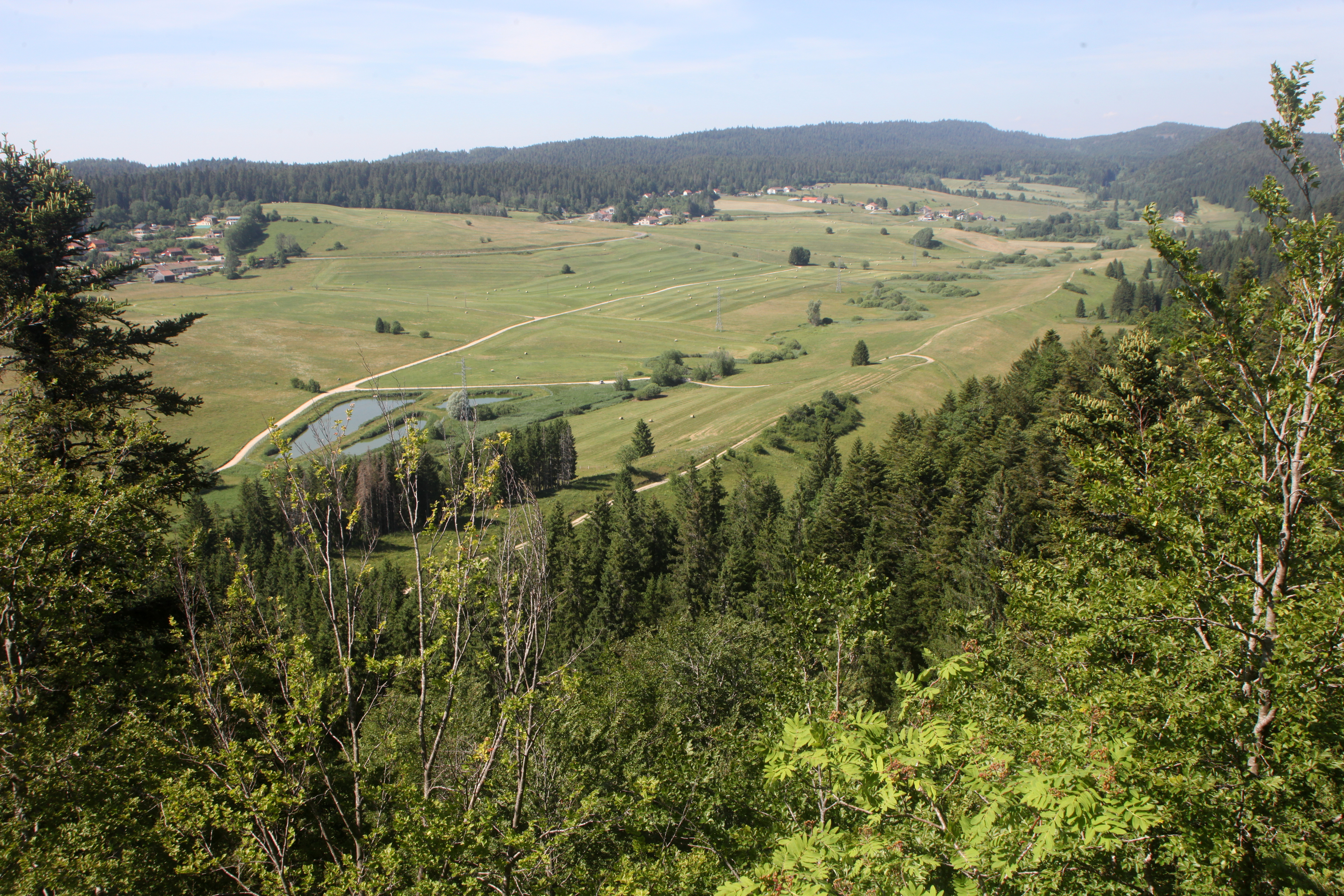
Vue de la combe.
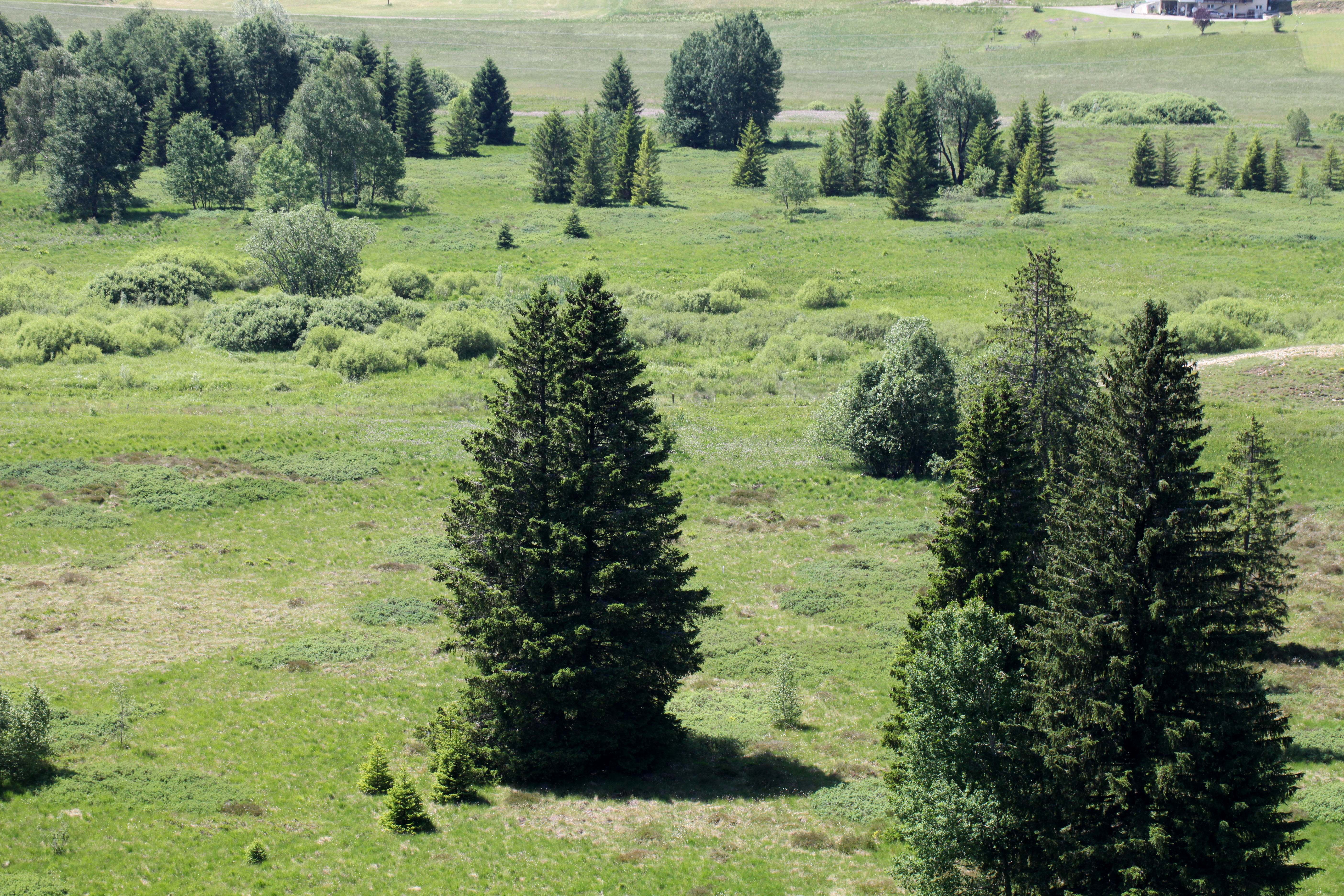
Tourbière.
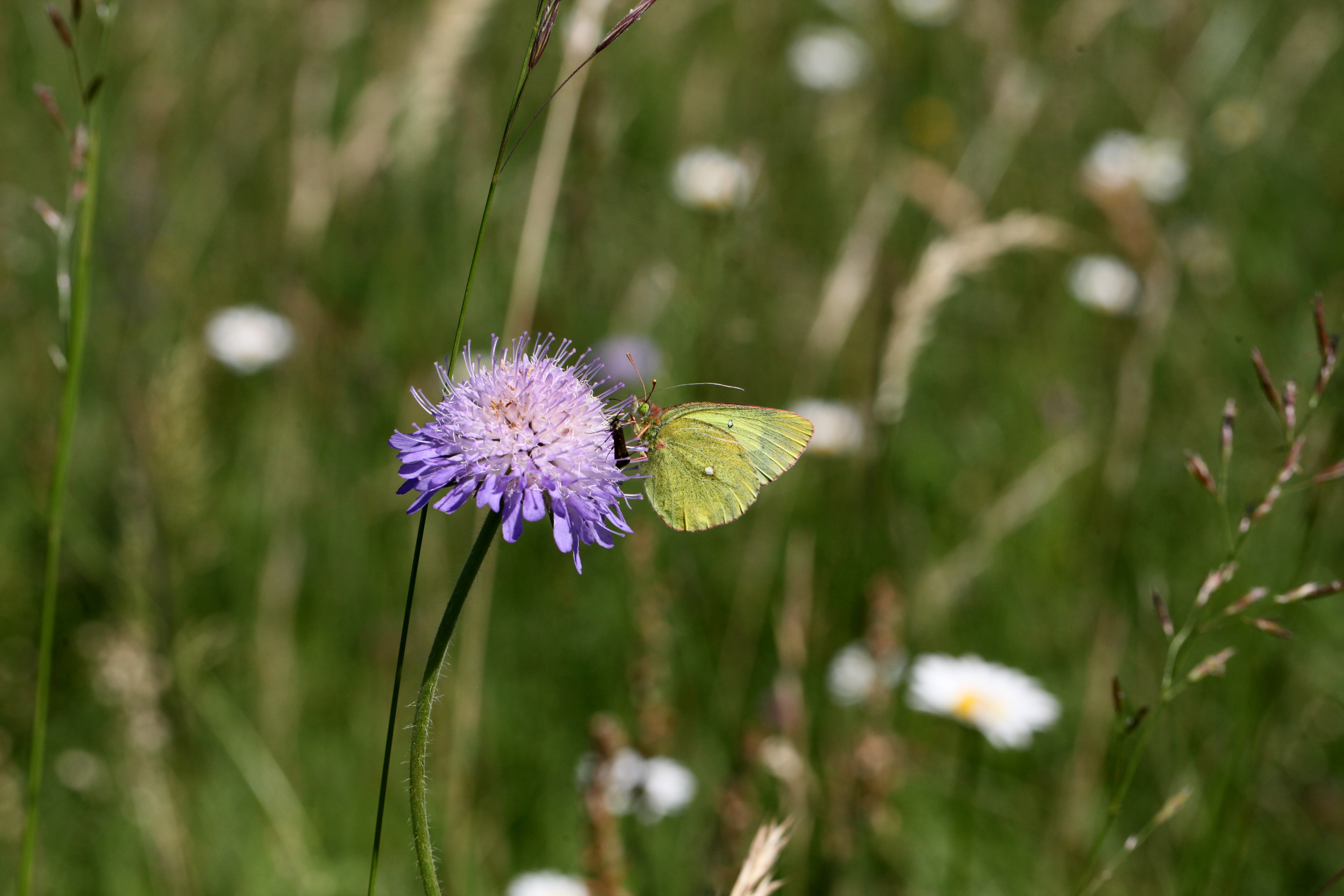
Solitaire.
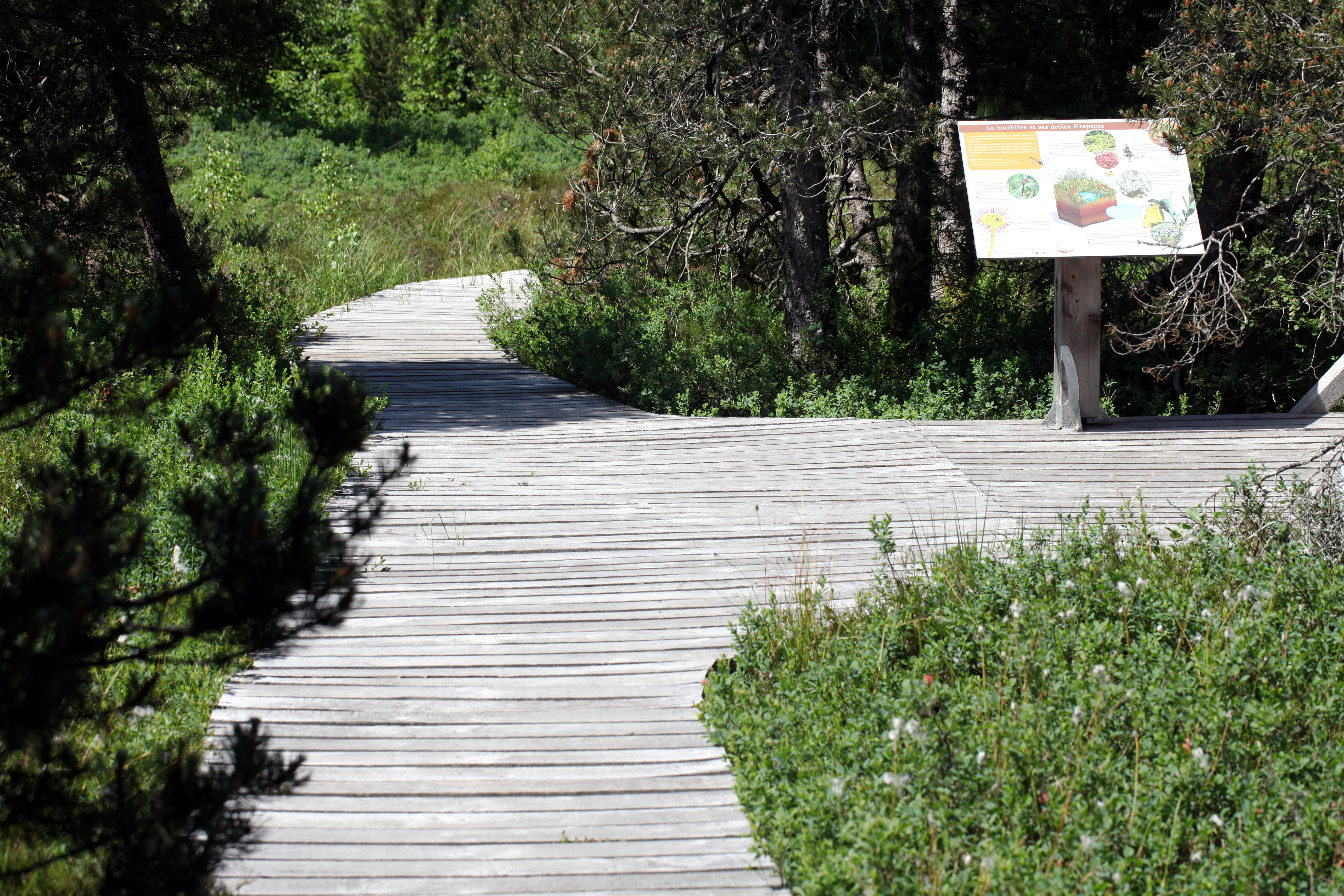
Sentier et panneau.
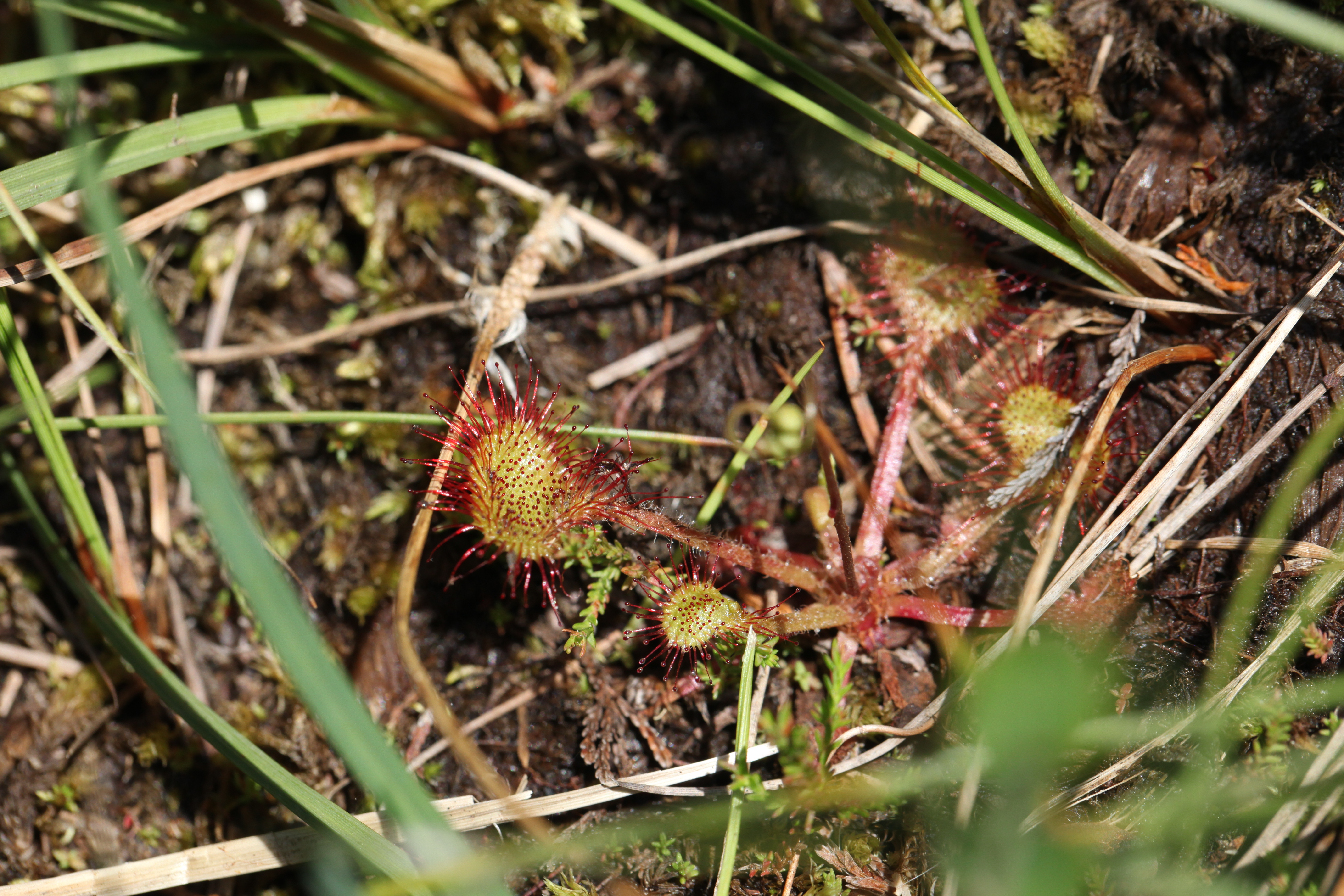
Drosera à feuilles rondes.
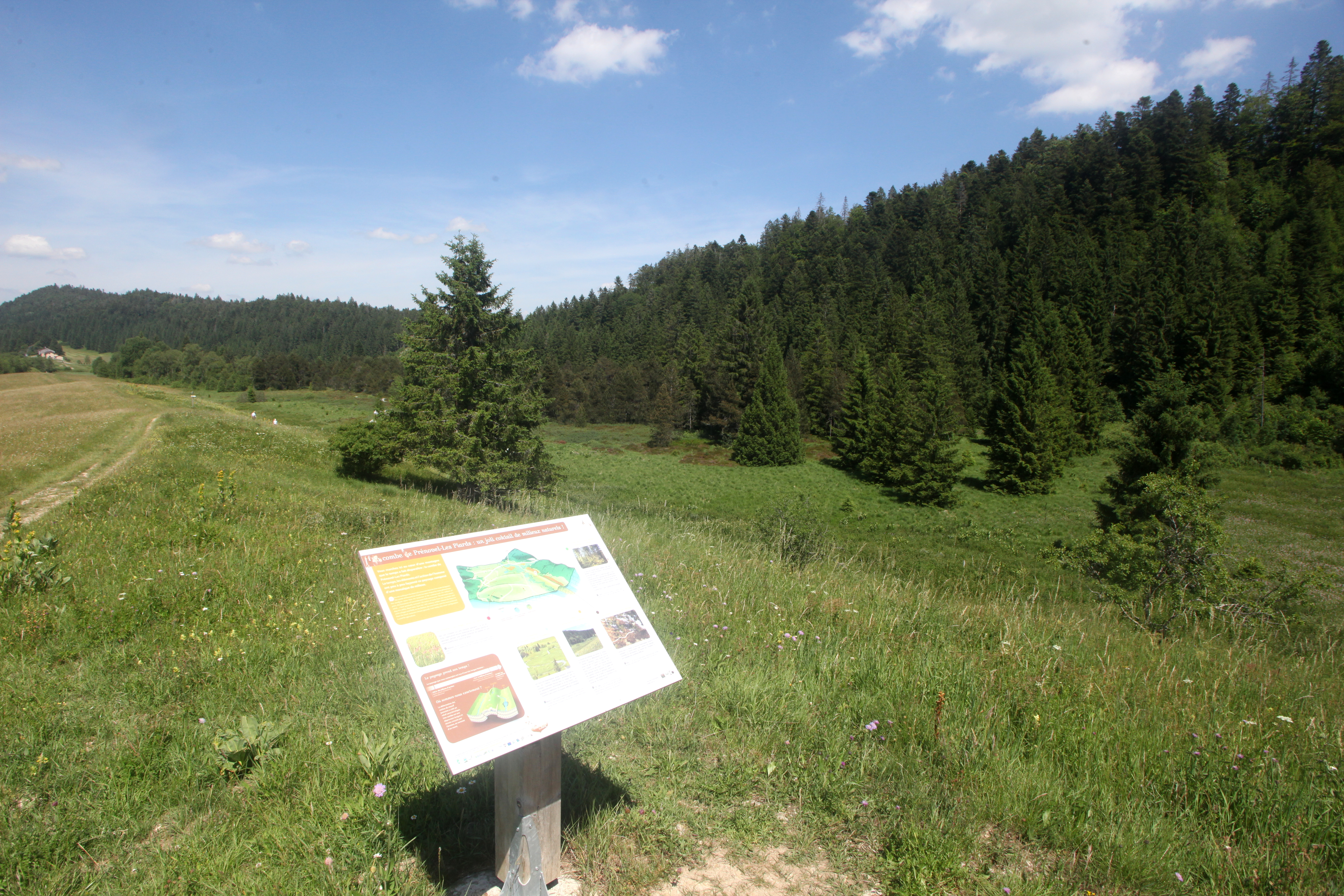
Vue d'ensemble.
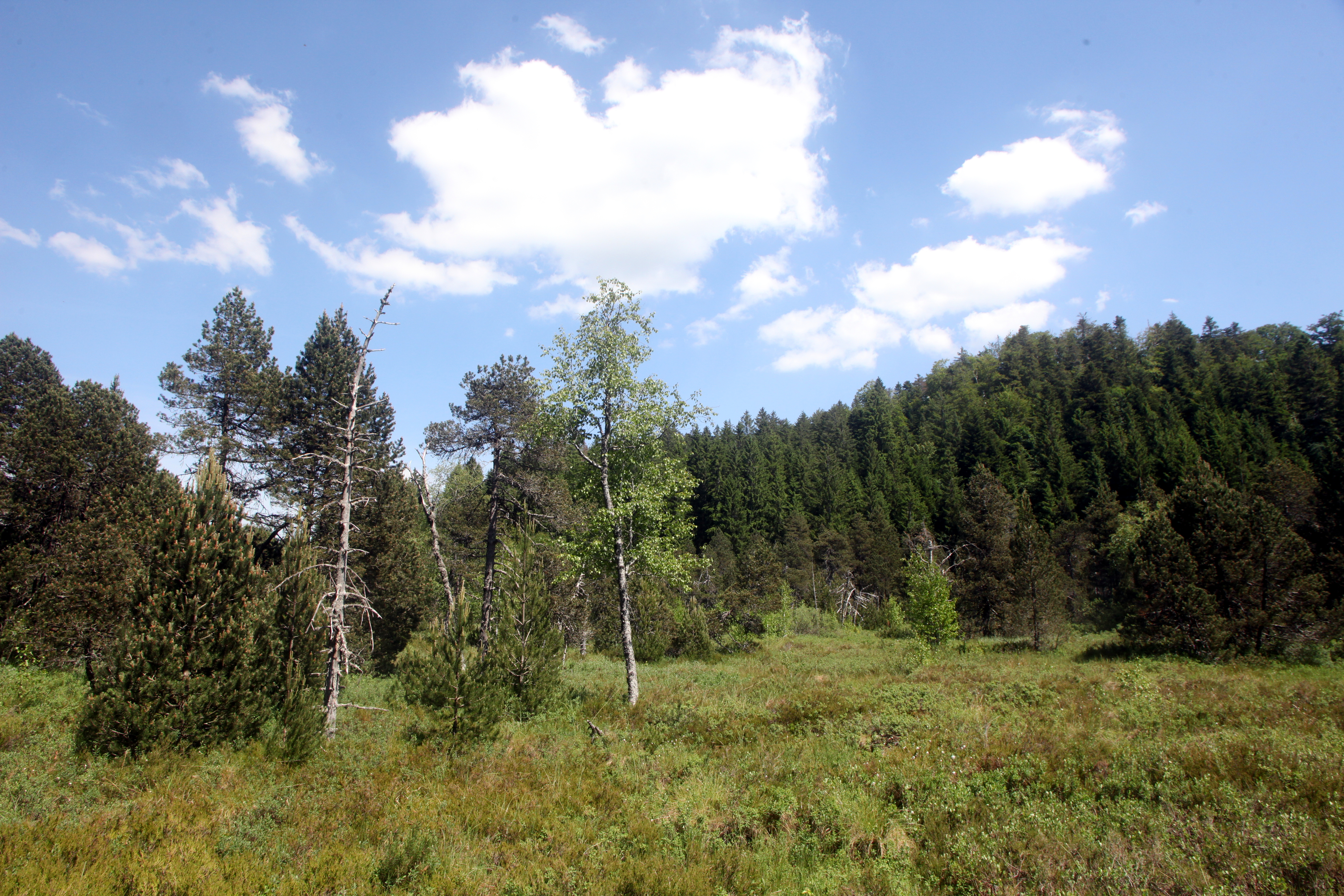
Pins à crochet et versant forestier.
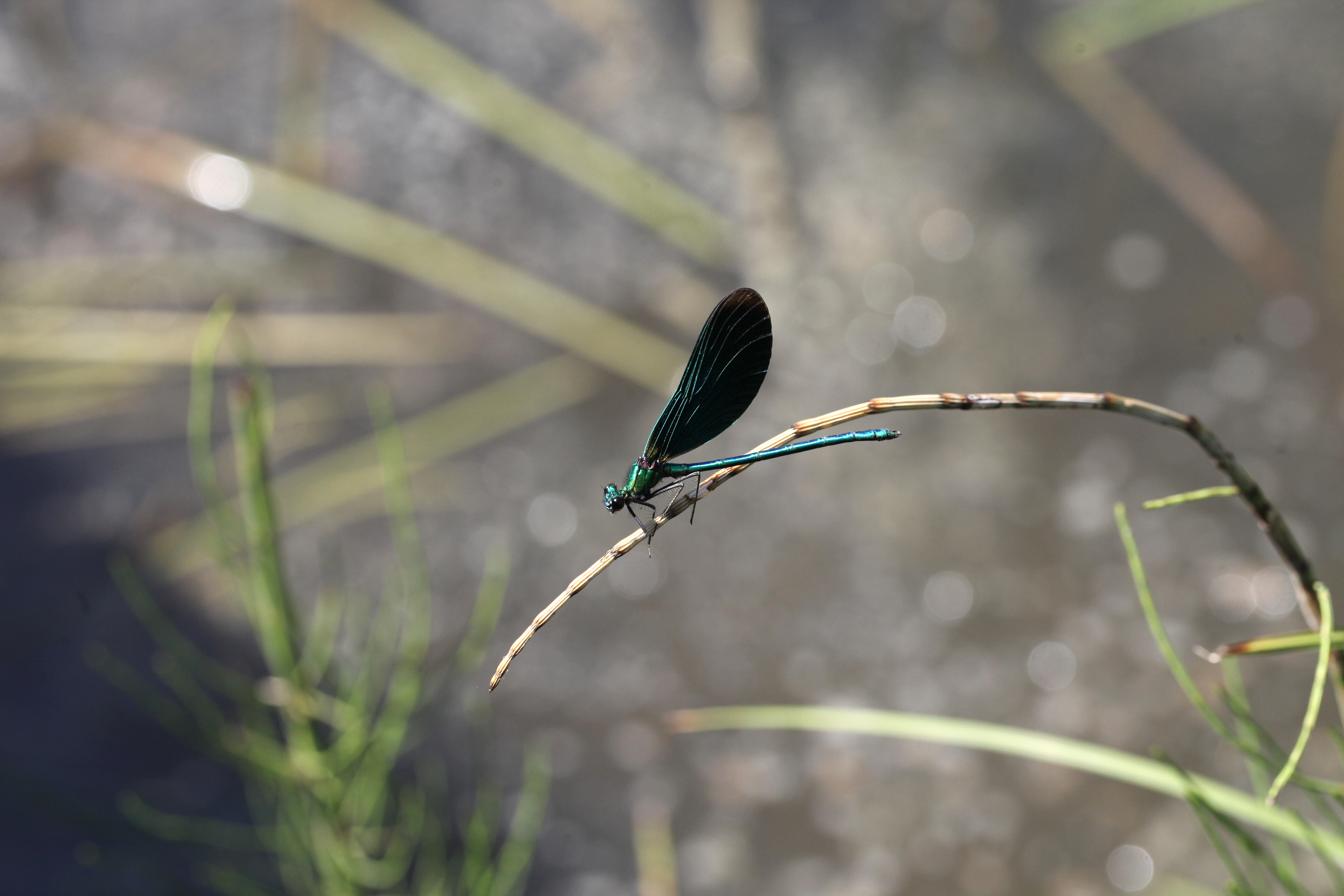
Calopteryx.
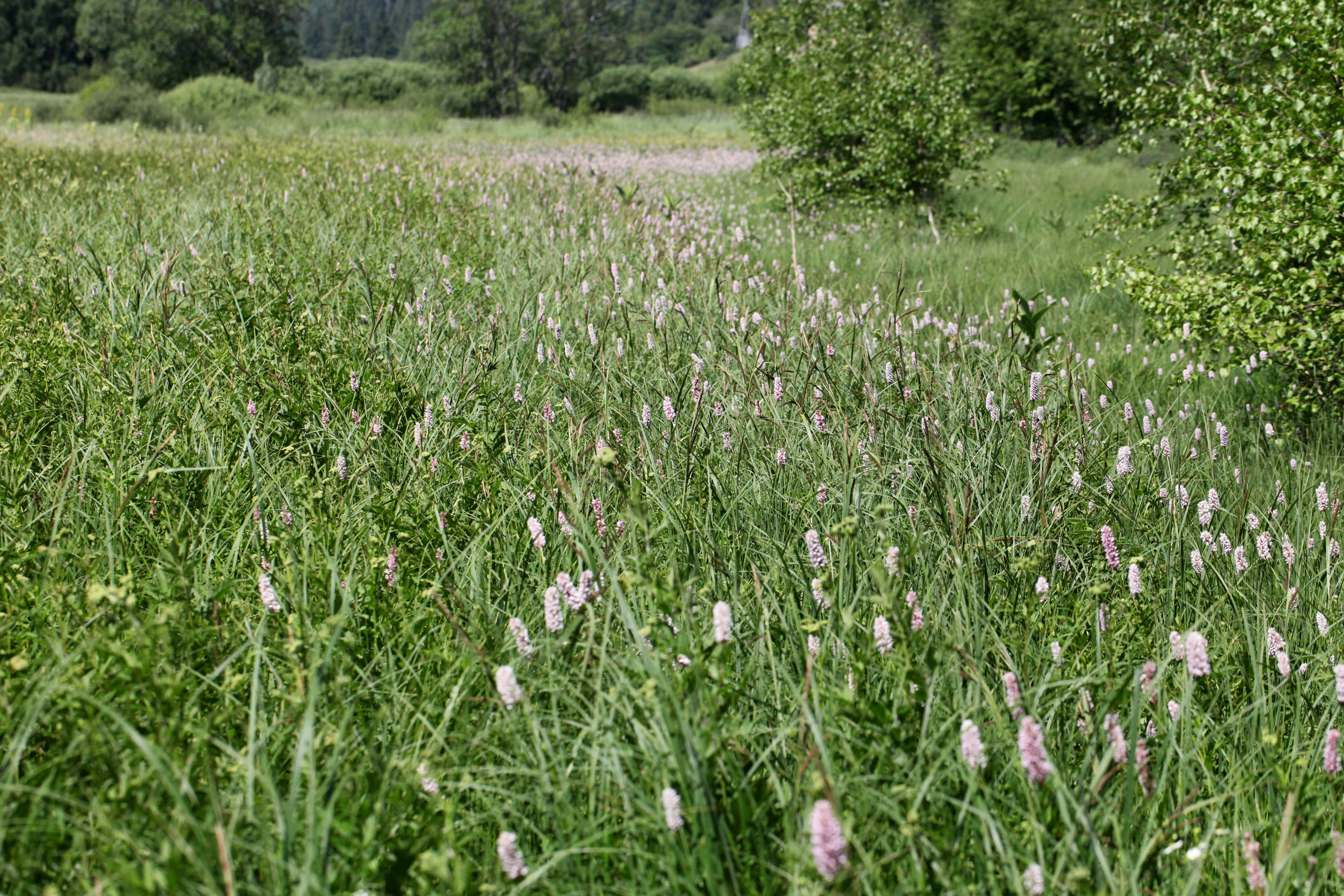
Mégaphorbiaie à Renouée bistorte.
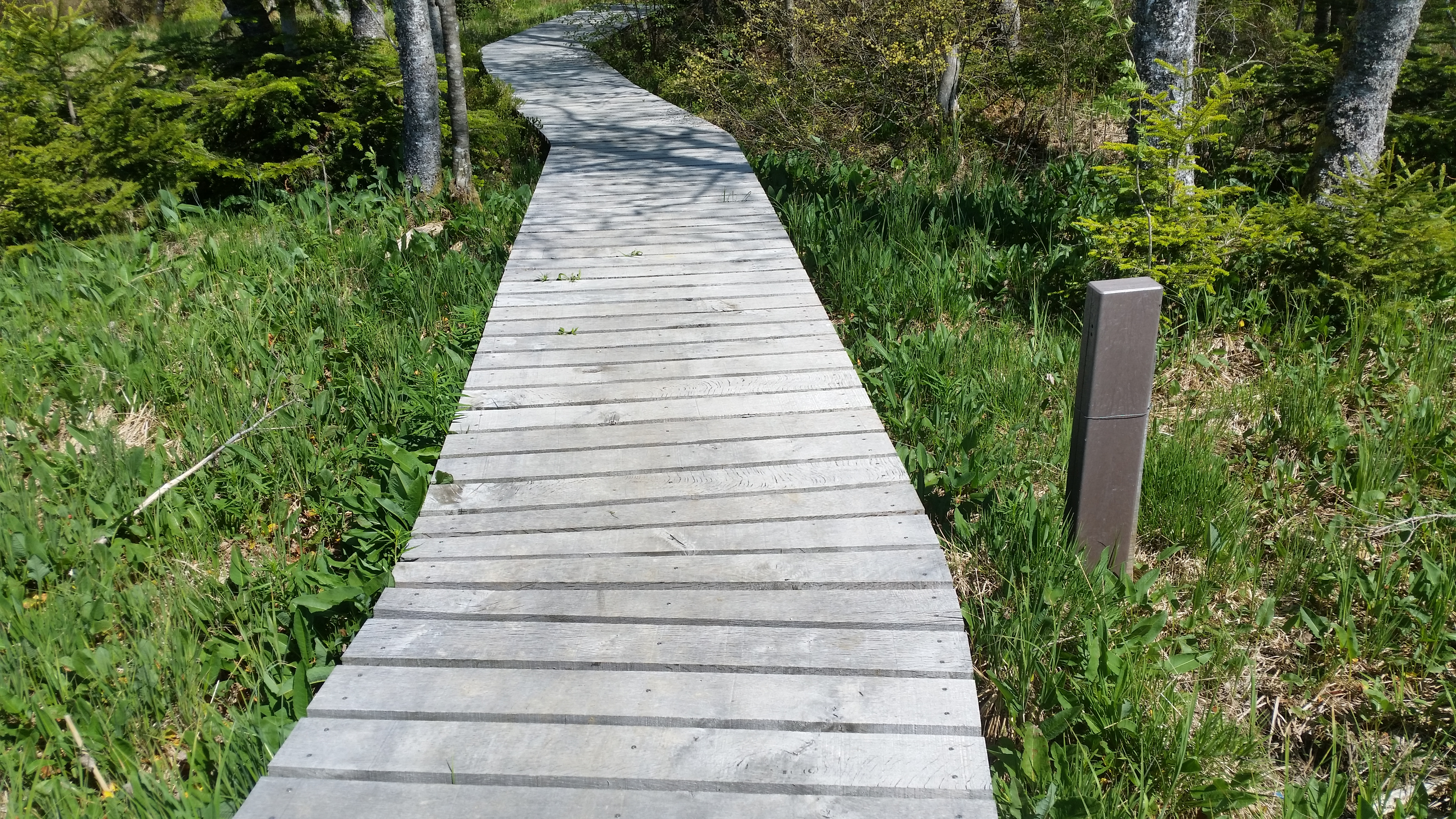
Sentier aménagé.
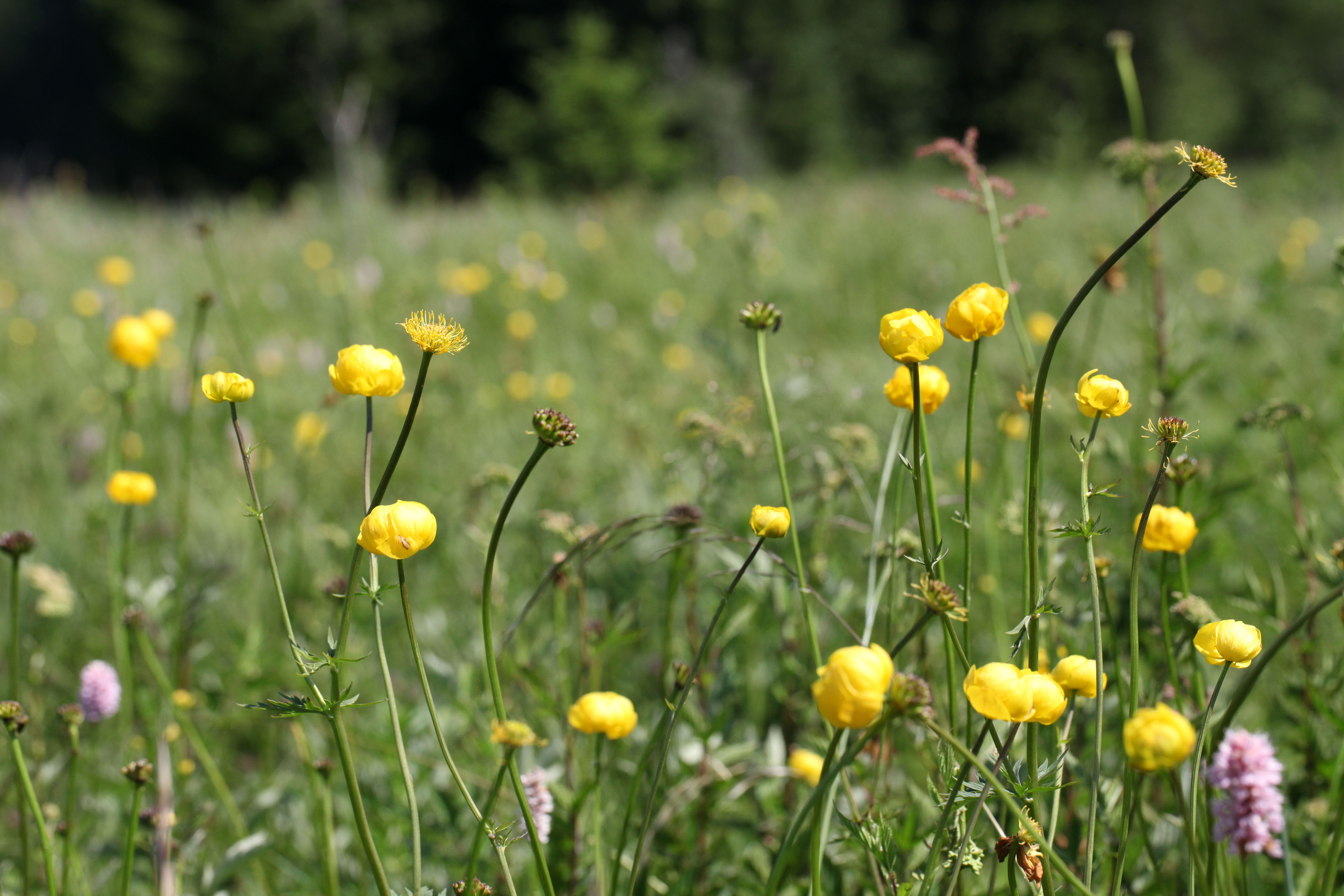
Prairie à Trolle d'Europe.